# U.M.E.
『U.M.E.』（ユーエムーイー）は、植田真梨恵の2枚目のミニ・アルバム。2009年5月27日にTENT HOUSEから発売された。

## 概要
植田真梨恵オフィシャルサイトでは試聴(U.M.E.以外)やライナーノーツなどが観覧できる。前作とは変わり、今作は全て新曲である。アルバムタイトル曲となっている「U.M.E.」の由来は「umeru」からであり、植田曰く、「“産める”“埋める”、両方の意味があります」とのこと。

## 批評
CDジャーナルは「多彩な楽曲をエモーショナルなヴォーカルで生き生きと表現している」と評した。

## 収録曲
1. U.M.E.
2. きえるみたい
3. コンセントカー
4. 中華街へ行きましょう
5. kitsch
6. ワンハンドレッドライフ
7. 吠える虎